# Stenopsyche hamata
Stenopsyche hamata är en nattsländeart som beskrevs av Navás 1930. Stenopsyche hamata ingår i släktet Stenopsyche och familjen Stenopsychidae. Inga underarter finns listade i Catalogue of Life.